# Génocide des Tutsi du Rwanda
Le génocide des Tutsis au Rwanda se déroule du 7 avril au 17 juillet 1994. Ce génocide s'inscrit historiquement dans un projet génocidaire latent depuis plusieurs décennies, à travers plusieurs phases de massacres de masse, et stratégiquement dans le refus du noyau dur de l'État rwandais de réintégrer les exilés tutsis, objet de la guerre civile rwandaise de 1990-1993.
Cette guerre, commencée en 1990, opposait le gouvernement rwandais constitué de Hutus soutenu par la France par l'opération Noroît au Front patriotique rwandais (FPR), accusé par les autorités de vouloir imposer, par la prise du pouvoir, le retour des Tutsis exilés dans leur pays. Les accords d'Arusha, signés en août 1993, qui prévoyaient cette réintégration afin de mettre fin à la guerre, n'étaient encore que partiellement mis en œuvre à cause de la résistance du noyau dur du régime Habyarimana. L'assassinat du président rwandais le 6 avril 1994 déclenche le génocide des Tutsis par les extrémistes Hutus. La commission indépendante d'enquête mandatée par l'ONU lors du génocide de 1994 au Rwanda estime qu'environ 800 000 Rwandais, en majorité tutsi, ont perdu la vie durant ces trois mois. Ceux qui parmi les Hutus se sont montrés solidaires des Tutsis ont été tués comme traîtres à la cause hutu.
D'une durée de cent jours, ce fut le génocide le plus rapide de l'histoire et celui de plus grande ampleur quant au nombre de morts par jour. Il convient de souligner qu'un génocide n'est pas qualifié comme tel en raison du nombre de morts, mais sur une analyse juridique de critères définis à l'époque par la Convention pour la prévention et la répression du crime de génocide du 9 décembre 1948 de l'ONU. Cette convention définit qu'un génocide est « commis dans l'intention de détruire, en tout ou en partie, un groupe national, ethnique, racial ou religieux, comme tel ». De ce fait, l'expression « génocide rwandais » ou en anglais « Rwandan genocide », souvent employée dans les médias et les discours, est considérée comme trop généraliste et polémique car elle masque le groupe ciblé, les Tutsis.
La discrimination rwandaise entre Hutus et Tutsis, qualifiée d'ethniste par des spécialistes, qui a atteint un point culminant en 1994, s'est construite dans un processus historique complexe entre la réalité de la population du Rwanda et la façon dont les colonisateurs d'une part et les divers Rwandais d'autre part, l'ont perçue et expliquée. Dans cette histoire du Rwanda se sont surajoutés de façon déterminante les avantages politiques successifs que ces divers acteurs ont cru pouvoir tirer de cette discrimination, de 1894 (date des premiers contacts entre des Européens et le roi issu des Tutsis du Rwanda) à 1962 (date de l'indépendance du Rwanda), puis jusqu'en 1994 (période dominée par des républiques dites hutu).

## Racines du génocide
L'attentat du 6 avril 1994 est souvent qualifié de « déclencheur du génocide ». Il précède le déchaînement de violences extrêmes constatées à partir de la nuit du 6 avril 1994 au Rwanda.
L'analyse de la période qui précède cet attentat est l'objet de nombreuses polémiques. Pour les rescapés tutsis, le génocide a commencé dès la première république Hutu, à partir de l'exil de nombre d'entre eux dans les pays voisins puis des nombreux massacres des Tutsis de l'intérieur entre 1959 et le 6 avril 1994. Pour les auteurs du génocide de 1994, et parfois pour leurs complices, le terme de génocide serait inapproprié et ces massacres de masse n'auraient été que « des massacres excessifs » selon la formule du colonel Théoneste Bagosora condamné en 2008 pour génocide et crime contre l'humanité par le tribunal pénal international pour le Rwanda. Entre ces deux regards on trouve tout un éventail d'analyses, parfois influencées par la volonté d'échapper aux procédures judiciaires qui concernent des actes juridiquement imprescriptibles, soit comme auteur, soit comme complice.
Les éléments qui induisent la qualification de génocide impliquent un projet génocidaire, la désignation d'un groupe à exterminer, une « entente en vue de commettre le génocide », et donc la mise en exergue de situations, de faits, de déroulements chronologiques, d'interférences et de discours qui se sont produits pendant une période pré-génocidaire et qui paraissent avoir participé à sa conception.
Pour le Tribunal pénal international pour le Rwanda, la question des racines du génocide est marquée par le fait que le Conseil de sécurité des Nations unies n'a retenu dans ses statuts, sans argumentation explicite, que la période du 1er janvier 1994 au 6 avril 1994. Ce n'est que dans cette période que le tribunal peut déterminer les faits qui peuvent être retenus juridiquement contre les auteurs du génocide et leurs complices.

### Origines de la division entre Hutus et Tutsis et premiers massacres
La société traditionnelle rwandaise perçue par le colonisateur se divise en trois groupes selon la profession exercée, mais considérés comme des « races » d'origines diverses :
- les Tutsis : éleveurs, parmi lesquels se distinguaient de riches et puissants propriétaires de troupeaux ;
- les Hutus : agriculteurs, paysans ;
- les Twa : artisans et ouvriers.

Cette vision de la société rwandaise fait abstraction de l'existence d'une vingtaine de clans, références identitaires plus importantes aux yeux des Rwandais de l'époque. Ces clans étaient tous composés de Hutus, de Tutsis et de Twa, sur chacun desquels régnait un « petit » Mwami qui pouvait être Hutu ou Tutsi, mais plus fréquemment Tutsi. Le Mwami du Rwanda, engendré par une dynastie royale Tutsi issue d'un des clans dominants, régnait sur cet ensemble clanique.
Le Royaume du Rwanda, gouverné par le clan Tutsi Nyiginya, est devenu le royaume dominant à partir du milieu du XVIIIe siècle, s'étendant par un processus de conquête et d'assimilation, et atteignant son apogée sous le règne du roi Kigeli Rwabugiri en 1853–1895. Rwabugiri a étendu le royaume à l'ouest et au nord, et a lancé des réformes administratives qui ont provoqué un fossé entre les populations hutu et tutsi. Ceux-ci comprenaient uburetwa, un système de travail forcé que les Hutus devaient accomplir pour retrouver l'accès aux terres qui leur avaient été confisquées, et ubuhake, en vertu duquel les patrons tutsis cédaient du bétail à des clients hutus ou tutsis en échange de services économiques et personnels,.
Les Belges héritèrent de cette colonie après leur victoire sur les troupes de protection de l'Afrique orientale allemande à la fin de la Première Guerre mondiale. La Société des Nations confia la tutelle du Ruanda-Urundi à la Belgique. Celle-ci considérait – avec les pères blancs toujours sur place – la situation héritée de la colonisation allemande comme correspondant à un état social multi-séculaire. Ils imposèrent les Tutsis pour exercer l'autorité sous la tutelle de l'administration coloniale ; même dans le nord-ouest du Rwanda où régnait une monarchie dominée par des agriculteurs hutu, plus ou moins soumise à la dynastie royale d'éleveurs tutsis du reste du Rwanda.
Cette vision des colonisateurs favorisa les Tutsis dans l'accès aux études et à la gouvernance, tandis que les Hutus et la petite composante des artisans twa furent cantonnés à des activités subalternes. En 1931, un document d'identité ethnique est mis en place par l'administration belge, indiquant le groupe auquel appartient le citoyen : tutsi, hutu ou twa.
À partir des années 1950, les missionnaires catholiques et protestants ouvrirent progressivement des écoles pour tous les enfants, comme ils l'avaient fait au Congo belge. Le séminaire de formation des prêtres s'ouvre dès lors aux Hutus comme aux Tutsis. D'une manière générale, la défense d'une conception universelle de la dignité d'un être humain par l'Église Catholique remet en cause l'équilibre politique hérité, et cette dernière se pose donc ipso facto en défenseur des Hutus.
Durant cette période où apparaissent des revendications d'indépendance exprimées par les Tutsis, assimilées à du communisme dans le contexte de la guerre froide, un renversement d'alliance, notamment sous l'impulsion de la Démocratie chrétienne belge, s'opère entre les colonisateurs et les Hutus contre les Tutsis, les colonisateurs jugeant plus facile de s'appuyer sur la majorité hutu pour ses propres intérêts. L'identité ethnique, qui se matérialisera par une carte d'identité ethnique, et la prétendue origine extérieure des Tutsis jouent un rôle essentiel à partir de 1959 pour discriminer les Tutsis et justifier leur élimination du pays. Ce contexte explique l'animosité entre Hutus et Tutsis. L'exil d'une partie des Tutsis vers les pays limitrophes en plusieurs vagues à partir de 1959 et leur désir de retour seront la source de la guerre civile qui éclatera en octobre 1990.
Le Manifeste des Bahutu rédigé en 1957 par Grégoire Kayibanda, secrétaire particulier d'André Perraudin, est considéré comme le texte fondateur[source insuffisante] de la politique ethniste qui marquera les premières décennies du Rwanda indépendant. Les Hutus créent leur propre parti politique en 1959 : le Parmehutu, pour la promotion du peuple hutu. Les Tutsis sont poursuivis, des assassinats et des massacres sporadiques ont lieu, des maisons sont incendiées et les Tutsis fuient par milliers en Ouganda, au Burundi et au Congo-Kinshasa.
Au cours des années 1960 plusieurs tentatives peu organisées de retour armé des exilés sont repoussées par le Rwanda et toujours ponctuées par des massacres de Tutsis restés au pays. Le premier massacre important des Tutsis au Rwanda a lieu en décembre 1963. Entre 8 000  et   12 000 hommes, femmes et enfants sont massacrés. Le journal Le Monde évoque un génocide (édition du 4 février 1964) et Radio Vatican parle à ce moment-là du plus « terrible génocide jamais perpétré depuis celui des Juifs ». En 1972 au Burundi voisin, un très important massacre de masse, mais là de Hutus burundais par l'armée burundaise à majorité tutsi, fait selon les Hutus environ 200 000 morts. Ce massacre impressionna vivement les Hutu rwandais. Le pouvoir du président Grégoire Kayibanda s'affaiblissait et, en 1973, il tente de réactiver l'unité politique du Rwanda contre la menace tutsi. Les élèves et professeurs tutsis sont exclus des collèges rwandais. Des massacres ont lieu dans des établissements scolaires. Une nouvelle vague d'exil des Tutsis s'ensuit et Juvénal Habyarimana prend le pouvoir à la suite d'un coup d'État en juillet 1973.
Juvénal Habyarimana joue très habilement la carte de l'apaisement pour séduire les capitales européennes et notamment la France, qui lui fournit un avion et un équipage dès 1974 et avec laquelle il passe des accords de coopération militaire pour la formation de la gendarmerie en 1975. Jusqu'à la fin des années 1980, le quota administratif qui limite l'accès des Tutsis aux services administratifs est cependant renforcé, mais certains hommes d'affaires tutsis bénéficient d'une certaine libéralité dans la mesure où le régime a besoin d'eux. Toutefois les assassinats sporadiques de Tutsis restent toujours impunis et cette impunité devient un passe-droit dans l'esprit de la population[réf. nécessaire].
Autres causes évoquées : des sociologues et des journalistes avaient insisté sur la grave crise foncière, due à la surpopulation, à laquelle étaient confrontés le Rwanda et le Burundi depuis de nombreuses années. Cette crise foncière dans des pays où la majorité de la population tire sa subsistance des produits de la terre aurait progressivement fait éclater les structures sociales et aurait transformé la région en une poudrière où n'importe quel événement pouvait provoquer une explosion de violence contre le premier bouc émissaire venu. Ces causes, qui ont sans doute joué leur rôle, sont à relativiser car aujourd'hui[Quand ?] le problème foncier est tout aussi aigu et tend à s'accentuer, la population actuelle qui est de 10,5 millions d'habitants (2011) dépassant en nombre celle de 1994.

### Période pré-génocidaire
La plupart des auteurs estiment que le génocide a pu être commis avec une telle rapidité parce que dans les années précédentes s'étaient mis en place à la fois un conditionnement des esprits et un encadrement serré du pays.
Depuis la révolution rwandaise de 1959, une série de massacres dirigés contre les Tutsis s'était déjà déroulée. Des massacres à caractère génocidaire furent dénoncés comme tels en 1993, comme les massacres des Bagogwe exécutés entre 1991 et 1992 durant la guerre civile rwandaise. En 1994, et ce depuis quelques années, une campagne médiatique stigmatisait les Tutsis, en particulier au travers de la radio télévision libre des Mille Collines, créée le 8 juillet 1993 par Félicien Kabuga puis surnommée « radio machette ». Durant l'opération Turquoise, intervention française sous mandat de l'ONU, ayant pour mandat de protéger les populations dans une Zone humanitaire sûre (ZHS) délimitée dans le sud-ouest du Rwanda, la Radio Télévision des Mille Collines s'y transporte et continue d'émettre. Elle cessa d'émettre le 31 juillet 1994 à la fin du génocide.
Selon plusieurs historiens, Jean-Pierre Chrétien, Gérard Prunier, Claudine Vidal, des journalistes comme Colette Braeckman, Laure de Vulpian, Linda Melvern (en), journaliste d'investigation anglaise, ou le professeur de droit Filip Reyntjens, il y avait un projet génocidaire datant de plusieurs années, et finalement exécuté par les extrémistes hutus de l'entourage du président Juvénal Habyarimana, constituant aussitôt après sa mort un gouvernement intérimaire à l'instigation du colonel Théoneste Bagosora. Selon cette thèse, les « médias du génocide » tenus par les Hutus extrémistes furent un élément essentiel de la préparation et la mise en œuvre du génocide. Les rapports de la commission d'enquête parlementaire belge et de la mission parlementaire française, aux pouvoirs moins étendus, retiennent cette thèse, de même que ceux de l'ONU et de l'OUA. Le Hutu Power accusa la radio Muhabura du FPR d'avoir tenu le même discours de haine, « même si celui-ci n'a jamais eu la même consonance ethnique que le langage tenu par Radio des Mille Collines », selon le rapport du Sénat belge.
Le sociologue français André Guichaoua, expert auprès du Tribunal pénal international pour le Rwanda (TPIR) depuis 1996, aurait pour sa part conclu de ses investigations que le génocide n'existait qu'à l'état de projet et n'était pas planifié,. Il aurait été organisé, notamment à l'échelon local, mais pas avant l'attentat du 6 avril 1994. Partisan de la thèse du juge Jean-Louis Bruguière, largement mise à mal par les enquêtes de terrain de ses successeurs, les juges Marc Trévidic et Poux, selon laquelle le FPR serait auteur de l'attentat du 6 avril 1994, il affirme : « Ceux qui ont mis en œuvre le génocide ne l'ont pas fait parce qu'il y a eu un attentat. Les dirigeants du FPR ont pris le risque du génocide, sans doute en connaissance de cause. Les extrémistes hutus ont eu besoin d'une semaine pour concrétiser leur projet génocidaire et en mettre en place les structures ».
Des organisations de défense des droits de l'Homme notoires estiment que les théories qui contestent la préparation du génocide relèvent de la négation de nombreux faits constatés et de nombreux témoignages. Par exemple l'organisation Avocats sans frontières Belgique tient la préparation pour établie, en particulier sur la base des documents produits à l'audition d'Alphonse Higaniro devant la cour d'assises de Bruxelles et du témoignage de François-Xavier Nzanzuwera, procureur de Kigali jusqu'en 1995. Ces documents et témoignages commentés au cours du procès avec leurs auteurs parlent de « plan d'extermination », du rôle de la Radio des Mille Collines et des postes de radio distribués dans la population avant l'attentat, de la consigne de ne pas oublier le poste de radio quand on va sur les barrières, etc.
Les documents des archives de la présidence de la République française font apparaître que les autorités françaises ont été régulièrement informées dans les années 1990 à 1994 des risques de massacres des Tutsis de grande ampleur et de l'intention des chefs d'état-major d'exterminer les Tutsis. À partir d'octobre 1990, date de l'offensive du Front patriotique rwandais (FPR) contre le gouvernement de Kigali, la situation des Tutsis au Rwanda est devenue plus difficile, et les autorités et l'armée françaises étaient conscientes du risque de génocide comme en témoigne, dans le télégramme du 24 octobre 1990 de l'ambassadeur de France au Rwanda, l'analyse du colonel Galinié selon laquelle le rétablissement d'un pouvoir tutsi au nord-est du pays entraînerait selon toute vraisemblance « l'élimination physique à l'intérieur du pays des Tutsis, 500 000  à   700 000 personnes, par les Hutus […] ». Le général Jean Varret, de l'armée française, a rapporté aux députés français avoir entendu en 1990 du principal responsable de la gendarmerie rwandaise l'explication suivante à propos des Tutsis : « ils sont très peu nombreux, nous allons les liquider ». À la suite des accords d'Arusha, un gouvernement de transition est mis en place en 1993, mais la partie la plus extrémiste du pouvoir s'oppose à ces accords. Dans la chronologie des notes et télex échangés entre les autorités françaises et ses représentants au Rwanda, on peut relever le télégramme envoyé par l'ambassadeur français le 12 janvier 1994, qui parle des renseignements transmis par un informateur du représentant des Nations unies faisant état d'un « plan de déstabilisation radicale du pays », passant par des troubles provoqués afin de susciter des réactions et l'élimination des Tutsis de Kigali, et d'exterminer mille d'entre eux dès la première heure. Ce télégramme fait suite au câble chiffré envoyé par le général Dallaire, commandant la MINUAR, au Secrétaire général de l'ONU, le 11 janvier 1994, indiquant que des listes de Tutsis auraient été dressées.
La propagande, diffusée par les journaux ou la radio RTLM, a été un élément important de conditionnement des esprits qui a favorisé le génocide. Elle s'appuie sur l'hypothèse, héritée du colonialisme, d'une différence raciale entre Hutus et Tutsis et enseignée dans les écoles. Les Tutsis y sont présentés comme des envahisseurs étrangers. Elle assimile les Tutsis de l'intérieur du Rwanda aux Tutsis de l'extérieur et à des agents du FPR. Elle évoque une infiltration des Tutsis dans les rouages de l'État ou de l'économie. Elle tente d'unifier tous les Hutus, en essayant de convaincre les Hutus du Sud, discriminés par rapport aux Hutus du Nord qui est la région d'origine du Président, que cette discrimination est due aux Tutsis. Elle fait passer pour des traîtres les Hutus qui ne s'opposent pas aux Tutsis ou qui commercent ou se marient avec eux. Elle présente l'offensive du FPR d'octobre 1990 comme une tentative de restauration de la monarchie et d'un asservissement des Hutus, voire de leur extermination. Elle suggère un complot entre tous les Tutsis de la région (Rwanda, Ouganda, Burundi, Zaïre) dans le but de créer un État tutsi. La revue Kangura qui porte une part importante de cette propagande commence à paraître en 1990. En décembre 1990, le numéro 6 de cette revue publie notamment en page 8 et en français Les Dix commandements du Hutu, désignant explicitement les Tutsis, en tant que groupe, comme des ennemis. Les femmes tutsi sont visées par une propagande spécifique, où elles sont présentées comme cruelles, calculatrices et comme des agentes infiltrées à la solde de son ethnie utilisant leur sexualité pour atteindre leurs objectifs. La RTLM commence sa diffusion en 1993. Certains discours politiques appelaient directement au meurtre tel le discours de Léon Mugesera en novembre 1992.
Le rapport publié en juillet 2000 par l'Organisation de l'unité africaine remarque qu'il est difficile de dater la mise en route d'une préparation du génocide.
Différents auteurs et groupes continuent cependant de mettre en doute toute préparation du génocide. Ainsi Serge Desouter, prêtre catholique cité comme témoin-expert par la défense auprès du TPIR, considère quant à lui en 2006 que la question de la planification n'est pas tranchée et affirme que tous les arguments fournis jusqu'ici pour démontrer la planification sont mensongers ou erronés.
L'historien Bernard Lugan, lui aussi cité par la défense de plusieurs présumés génocidaires devant le TPIR comme témoin-expert, parle en 1997, dans son Histoire du Rwanda, d'une opération « préparée, planifiée et organisée de longue date ». En 2014, il affirme que le génocide était prévisible, mais qu'il n'a en aucun cas été programmé.
La justice française a reconnu l'application d'un « plan concerté tendant à la destruction » du groupe ethnique tutsi à travers différents jugements condamnant des génocidaires réfugiés en France dont les plus récents sont les jugements en appel des bourgmestres Ngenzi et Barahira.

### Situation politique et militaire à la veille du génocide
Le 1er octobre 1990, les rebelles du FPR de Paul Kagame franchissent les frontières de l'Ouganda et déclenchent ainsi la guerre civile rwandaise, parvenant à 80 km de Kigali. Les Forces armées rwandaises (FAR) tentent de s'opposer à cette avancée.
Le 4 octobre 1990, la France met en place l'opération militaire Noroît et la Belgique l'opération Green Beam afin d'envoyer des troupes et d'évacuer les ressortissants de chaque pays. Le Zaïre participe également avec l'envoi de 3 000 hommes. Cette guerre civile s'accompagne d'exactions faisant de nombreuses victimes dans les deux camps,,.
De 1990 à 1993 les FAR sont formées et réorganisées par l'armée française pour contrer les attaques du FPR. De leur côté les responsables du FPR s'appuient sur l'armée ougandaise, dans laquelle certains sont officiers depuis que le président Yoweri Museveni a conquis le pouvoir en Ouganda.
En 1991, le président Habyarimana est contraint de renoncer au monopole exercé par son parti. Plusieurs mouvements rivaux entrent en compétition, dont plusieurs créent des organisations de jeunesse aux actions parfois violentes. Tel est le cas des Interahamwe, milice du président Habyarimana. Les crimes commis par cette milice ou par d'autres groupes avant 1994 restent impunis, ce qui contribue au développement d'un sentiment d'impunité dans la période qui précède le génocide. Début 1993, la FIDH dénonce dans un rapport les escadrons de la mort en lien avec le président Habyarimana, sa femme et les ultras du régime.
En 1992 et 1993, des négociations, soutenues par la France, sont menées entre le FPR et le gouvernement rwandais afin d'aboutir aux accords d'Arusha, signés en août, et dont on pouvait penser qu'ils contribueraient à apaiser la situation. Mais le parti présidentiel, le MRND, est hostile à ces négociations. En février 1993, la rupture du cessez-le-feu par le FPR pendant deux semaines avait contribué à affaiblir les partisans de la négociation. Les Hutus radicaux se regroupent autour de la Radio des Mille Collines, qui appelle à l'élimination des Tutsis, et du mouvement Hutu Power. Cette radicalisation est renforcée en octobre 1993 par l'assassinat au Burundi du président Hutu récemment élu Melchior Ndadaye par des militaires tutsis, ce qui déclenche une guerre civile au Burundi, entraînant un flot de réfugiés aussi bien Hutus que Tutsis au sud du Rwanda. Cependant, une force de maintien de la paix, la MINUAR, est envoyée au Rwanda pour s'assurer de l'application des accords d'Arusha.
Le 22 décembre 1993, un renforcement du soutien aux milices hutus est décidé au cours d'une réunion d'officiers dans le bureau du général Nsabimana (en), chef d'état-major des FAR. Dans leur rapport sur cette réunion, les services de renseignements belges écrivent le 27 décembre : « Les Interahamwe sont armés jusqu'aux dents et en état d'alerte. Beaucoup d'entre eux ont reçu un entraînement au camp militaire du Bugesera. Chacun d'eux dispose d'une provision personnelle de munitions, de grenades, de mines et de couteaux. Ils ont reçu un entraînement à l'usage d'armes à feu qui restent stockées chez leurs chefs respectifs. Tous n'attendent que le moment approprié pour passer à l'action ».
Au début de l'année 1994, l'installation du gouvernement transitoire à base élargie (GTBE), prévue par les accords d'Arusha, est reportée semaine après semaine, malgré plusieurs tentatives d'intronisation. Ce report augmente la méfiance de chaque partie et recule la démobilisation des forces armées. Des machettes sont importées par l'entourage du président Habyarimana, tandis que le FPR renforce son armement et la tension monte à partir de fin janvier 1994. Les attentats à la grenade et les assassinats se multiplient. De nombreuses caches d'armes sont mises en place, et l'intention génocidaire est avérée[source insuffisante]. Fin mars 1994, alors qu'une dernière tentative d'installation du GTBE échoue, la MINUAR observe que le FPR viole à plusieurs reprises les accords de cessez-le-feu au nord du pays, et que les FAR recrutent des jeunes gens parmi les réfugiés Hutus ayant fui le Burundi.

## Déroulement du génocide

### Chronologie
6 avril 1994 : les présidents rwandais et burundais, Juvénal Habyarimana et Cyprien Ntaryamira, meurent, lorsque leur avion, qui s'apprêtait à atterrir à Kigali, est abattu par un missile. Cet attentat qui n'a pas été élucidé est considéré comme l'élément déclencheur du génocide. Dans la nuit, les troupes du Front patriotique rwandais (FPR) stationnées près de la frontière ougandaise font mouvement vers Kigali.
7 avril 1994 : la Première ministre Agathe Uwilingiyimana et plusieurs autres personnalités politiques hutus modérées sont assassinées, empêchant tout règlement pacifique de la crise, ainsi que dix casques bleus belges de la MINUAR. Des barrières sont dressées par des milices hutues à Kigali puis dans le reste du pays, et, au vu de leurs cartes d'identité, les Tutsis sont systématiquement assassinés.
8 avril 1994 : la France et la Belgique évacuent leurs ressortissants. Dans les jours qui suivent, des centres où se réfugient les Tutsis (écoles, églises…) sont attaqués et leurs occupants massacrés par des Hutus extrémistes, appuyés dans certains endroits par des éléments de la garde présidentielle.
14 avril 1994 : le gouvernement belge annonce qu'il retire son contingent de casques bleus de la MINUAR.
21 avril 1994 : après avoir constaté les difficultés à mettre en place un cessez-le-feu entre le FPR et les FAR et l'échec probable du processus d'Arusha, le Conseil de sécurité des Nations unies (où siège le Rwanda depuis le 1er janvier 1994), après avoir hésité une semaine entre diverses options (renforcement de la MINUAR, ou bien maintien sous condition, ou bien maintien d'une force réduite, ou bien retrait total), prend la décision de réduire la MINUAR à un strict minimum. Cette force de maintien de la paix passe de 2 500 à 250 hommes et a pour but de servir d'intermédiaire entre les deux parties. Ses possibilités de secours humanitaire ou de protection des populations sont extrêmement réduites.
30 avril 1994 : le Conseil de sécurité de l'ONU exige un cessez-le-feu entre les FAR et le FPR, mais se limite à des actions diplomatiques et humanitaires. Dans une déclaration de son président, le Conseil de sécurité désigne à demi-mot le responsable principal des tueries (« Des attaques contre des civils sans défense ont été lancées dans tout le pays, et en particulier dans des zones contrôlées par des membres ou des partisans des forces armées du Gouvernement intérimaire du Rwanda »). Il se refuse cependant à prononcer le mot de génocide, même s'il rappelle que « l’élimination des membres d’un groupe ethnique avec l’intention de détruire ce groupe totalement ou partiellement constitue un crime qui tombe sous le coup du droit international », ce qui est quasiment mot à mot les termes de la Convention sur le génocide. À cette date, le nombre de victimes civiles est estimé à 200 000. Le terme explicite de génocide est quant à lui déjà utilisé depuis plusieurs jours par plusieurs intervenants.
17 mai 1994 : le Conseil de sécurité de l'ONU décrète un embargo sur les armes à destination du Rwanda. Cet embargo sera peu respecté, des armes continuant à arriver par Goma pour armer les FAR, et par l'Ouganda pour armer le FPR.
31 mai 1994 : un rapport du secrétaire général des Nations-Unies au Conseil de sécurité évalue le nombre de victimes entre 250 000 et 500 000. Ce rapport souligne également que « les massacres et les tueries avaient été systématiques et qu'il ne faisait guère de doute que les événements en question constituent un génocide ». Ses conclusions énoncent que « la réaction tardive de la communauté internationale à la situation tragique que connaît le Rwanda démontre de manière éloquente qu'elle est totalement incapable de prendre d'urgence des mesures décisives pour faire face aux crises humanitaires étroitement liées à un conflit armé. Après avoir rapidement ramené la présence sur le terrain de la MINUAR à son niveau minimum, puisque le mandat initial de celle-ci ne lui permettait pas d'intervenir lorsque les massacres ont commencé, la communauté internationale, près de deux mois plus tard, semble paralysée, même s'agissant du mandat révisé établi par le Conseil de sécurité. Nous devons tous reconnaître, à cet égard, que nous n'avons pas su agir pour que cesse l'agonie du Rwanda et que, sans mot dire, nous avons ainsi accepté que des êtres humains continuent de mourir ».
8 juin 1994 : le Conseil de sécurité dénonce les actes de génocide commis au Rwanda. Il étend le mandat de la MINUAR aussi bien dans la durée (prolongation jusqu'en décembre 1994), que dans les moyens d'action (défense des sites de réfugiés). Il appelle les États membres de l'ONU à apporter des ressources pour permettre le renforcement de la MINUAR. Devant l'avancée du FPR et par crainte de représailles, 1 500 000 Hutus fuient vers l'ouest du pays.
22 juin 1994 : avec l'autorisation de l'ONU, la France lance l'opération Turquoise : des soldats français arrivent dans le sud-ouest du Rwanda pour établir une zone humanitaire sécuritaire pour les réfugiés. Pourtant, les massacres de Tutsis continuent, même dans la « zone de sécurité » contrôlée par la France.
4 juillet 1994 : prise de contrôle de la capitale par le FPR.
16 juillet 1994 : alors que les FAR sont en déroute, un communiqué de la Maison-Blanche annonce la fermeture de l'ambassade du Rwanda aux États-Unis, l'expulsion de son personnel, l'annonce de consultations auprès des membres du Conseil de sécurité de l'ONU dans le but de retirer son siège au Rwanda, et le blocage des avoirs financiers du Rwanda aux États-Unis.
La date couramment retenue comme fin du génocide est le 17 juillet 1994, date où le FPR contrôle l'essentiel du pays. À cette date, 800 000 Tutsis ou Hutus modérés ont été massacrés. Un million de Rwandais, fuyant le FPR, ont franchi la frontière avec le Zaïre. Les forces armées rwandaises (FAR), les dirigeants et exécutants hutu fuient également au Zaïre dont la frontière est contrôlée par l'opération Turquoise, qui les laisse passer avec leur armement. Le drame va maintenant toucher cette population, qui a parfois été contrainte de participer activement au génocide, et désormais prise en étau entre le FPR et les milices responsables du génocide, qui prennent la direction des camps de réfugiés. Le 18 juillet, le FPR déclare un cessez-le-feu unilatéral. Le 19, il met en place un gouvernement d'union nationale pour une période transitoire de cinq ans. Pasteur Bizimungu, un Hutu du FPR, devient alors chef de l'État. Paul Kagame qui commande l'armée du FPR devient vice-président. Faustin Twagiramungu, qui a survécu au génocide, est nommé Premier ministre, comme le prévoyaient les accords d'Arusha.

### Premiers jours

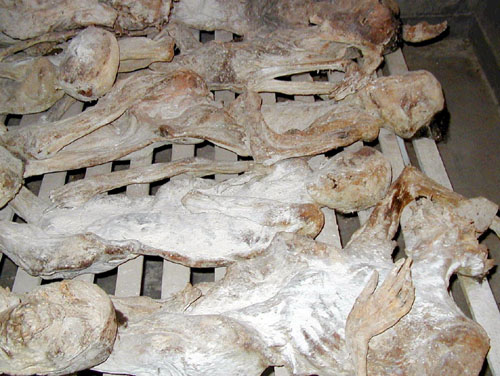
Des victimes du génocide des Tutsis au Rwanda.

Le 6 avril 1994, le président du Rwanda Juvénal Habyarimana est assassiné. Alors qu'il s'apprêtait à atterrir à Kigali, son avion est abattu par un tir de missile et s'écrase. Il n'y a aucun survivant. L'avion transportait aussi le président burundais Cyprien Ntaryamira. Aucune enquête internationale n'a permis d'identifier les auteurs de cet attentat. Les deux principales hypothèses soupçonnent l'une le Hutu Power et l'autre le FPR, avec d'éventuels soutiens internationaux. En janvier 2012, les résultats d'un rapport balistique demandé par le juge Marc Trévidic, qui succède à Jean-Louis Bruguière dans l'instruction, semblent disculper le FPR,, interprétation journalistique des résultats elle-même contestée. Cependant, l'ancien chef des renseignements du FPR, Patrick Karegeya, accuse Paul Kagamé d'avoir fait exécuter l'attentat, avant d'être lui-même assassiné à Johannesbourg cinq mois plus tard.
Pendant la nuit du 6 avril, l'attentat fut l'élément déclencheur du génocide réalisé par le Hutu Power. Sur les ondes de la Radio des Mille Collines, radio de propagande de l'Akazu, le signal du début du génocide fut, dit-on, la phrase entendue depuis quelques jours : « Abattez les grands arbres ».
Les massacres des opposants hutu dans les premières heures, puis de milliers de Tutsis commencent aussitôt et simultanément dans une grande partie du Rwanda, à l'exception notoire des régions de Gitarama et de Butare dans le sud.
Le 7 avril 1994, plusieurs dirigeants de partis d'opposition et plusieurs responsables gouvernementaux, dont la Première ministre Agathe Uwilingiyimana sont assassinés par la garde présidentielle. Il en est de même de dix Para-Commando's belges, du 2e bataillon commando intégré dans les Casques bleus de la force d'interposition de l'ONU, qui avaient pour mission de protéger Mme Uwilingiyimana. Cet assassinat des Casques bleus belges entraîne la décision du gouvernement belge de retirer sa participation à l'opération, décision entérinée par l'ONU. Peu après, le vice-Premier ministre et ministre des Affaires étrangères belge du gouvernement Jean-Luc Dehaene I, Willy Claes, a incité les Nations unies à retirer toutes les troupes de l'ONU en dépit du fait que le génocide avait été prévu.
La vacance du pouvoir ainsi créée permet au colonel Théoneste Bagosora, qui se révèle rapidement être l'homme fort du régime après la disparition du président Juvénal Habyarimana, de créer un gouvernement intérimaire sous sa houlette.
Dès le 8 avril 1994, la France, par l'opération Amaryllis, puis la Belgique, par l'opération Silver Back, et l'Italie évacuent leurs ressortissants et ceux d'autres pays occidentaux. Un convoi de ressortissants américains part dans les heures qui suivent l'attentat vers le Burundi, où les attendent des forces américaines en stationnement.

### Cent jours d'extermination

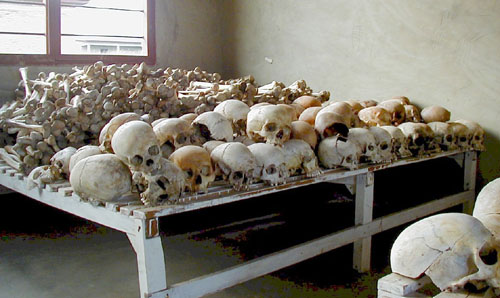
Ossements de victimes du génocide des Tutsis au Rwanda.

Les exécutions se déroulent pendant trois mois. Dans un pays administrativement bien structuré malgré la reprise du conflit avec le FPR, les ordres issus du gouvernement sont relayés par les préfets, qui les transmettent à leur tour aux bourgmestres, lesquels organisent des réunions dans chaque village pour informer la population des consignes données, avec l'appui de gendarmes ou de soldats, ainsi que du clergé. Les ordres sont également transmis par la Radio Télévision Libre des Mille Collines qui encourage et guide jour après jour, heure par heure le génocide, dénonçant les Tutsis encore vivants à tel ou tel endroit. L'enrôlement de la population pour participer aux tueries est favorisé par la coutume de l’umuganda, journée de travail collectif où la population est rassemblée, selon une méthode déjà employée dans les massacres de Mutara en 1990 ou du Bugesera en 1992. Mais le « travail » consiste désormais à massacrer à travers tout le pays les Tutsis, ainsi que certains Hutus modérés réputés hostiles à ce projet et considérés comme des « traîtres ». Ce « travail » est dirigé par les milices interahamwe (issue du Mouvement révolutionnaire national pour le développement, le parti présidentiel) et Impuzamugambi (issue de la CDR, Coalition pour la défense de la République, organisation extrémiste composée de durs du régime Habyarimana), parfois assistées par les FAR, le reste de la population suivant de gré ou de force. La population utilise essentiellement des machettes, des houes et des gourdins cloutés, les « outils ».

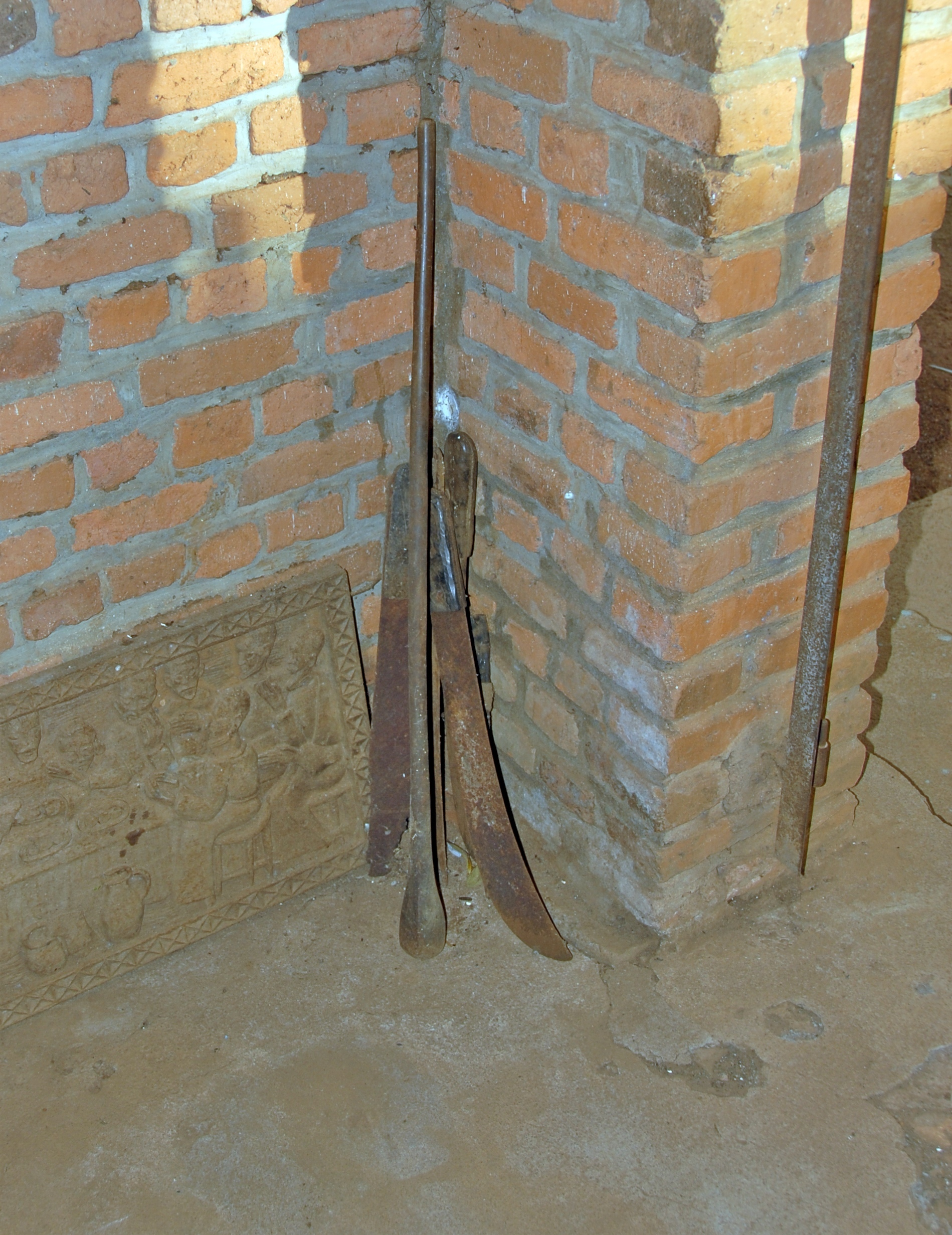
Machettes et gourdins – Mémorial de Ntarama.

Des barrières sont montées sur toutes les routes du Rwanda pour arrêter les fuyards qui sont massacrés sur place. Généralement les autorités locales, parfois sous la pression de hiérarchies parallèles organisées par les préfets, prétextent la mise en sécurité des Tutsis pour les regrouper dans des lieux publics comme les stades, les bâtiments communaux, les écoles et les églises. Ensuite des groupes de miliciens achèvent les personnes, parfois précédés par les FAR qui commencent « le travail » avec des armements adaptés, des grenades notamment. Enfin, les maisons de Tutsis sont systématiquement visitées par les miliciens pour sortir ceux qui s'y cachent et les massacrer.
Les femmes tutsi constituent des cibles particulières, qui connaissent des violences similaires aux hommes mais aussi des violences liées à leur sexualité et leur capacité de reproduction. Ainsi, les violences sexuelles à leur encontre sont massives et systématiques, et sont utilisées comme arme génocidaire et féminicidaire : viols, mutilations, grossesses forcées, transmissions intentionnelles du VIH ou encore tortures sexuelles.
Le 12 avril 1994, le directeur de l'École supérieure militaire (ESM), le colonel Léonidas Rusatira, publie avec une dizaine d'officiers des FAR un communiqué dénonçant les tueries, et proposant un cessez-le-feu avec le FPR ainsi que la reprise du processus d'Arusha. Cette tentative d'appel au calme resta vaine,.
À Butare, le seul préfet tutsi du Rwanda essaye de lutter contre le développement du génocide dans sa région. Il est destitué le 17 avril 1994. Le génocide dans cette province s'étend aussitôt, encouragé le 19 avril 1994 par le président du Gouvernement intérimaire, Théodore Sindikubwabo, qui vient sur place soutenir les autorités locales et la population par un appel « au travail ».
Dans la région de Kibuye, dans le massif montagneux de Bisesero, lieu réputé pour leur résistance à d'autres périodes, des Tutsis se sont regroupés et ont tenté de résister aux autorités locales et aux miliciens en se battant avec des armes qu'ils leur prenaient. 65 000 Tutsis y sont enterrés dans un mémorial. 800 survivants ont été dénombrés par les soldats de l'opération Turquoise.
Une exception à Giti, près de Kigali, aucun Tutsi n'a été tué, grâce aux autorités locales. Le bourgmestre de Giti a été félicité par le président Bizimungu après la victoire du FPR.
Le 30 avril 1994, le bureau politique du Front patriotique rwandais publie un communiqué selon lequel le génocide est presque terminé. Il « appelle le Conseil de sécurité des Nations unies à ne pas autoriser le déploiement de la force proposée, parce que l'intervention des Nations unies à ce stade ne peut plus servir un quelconque but en ce qui concerne l'arrêt des massacres ». Les massacres ne cesseront complètement que courant juillet, mais on estime que 80 % des massacres étaient accomplis à la mi-mai. Le médecin allemand Wolgang Blam qui se trouvait à Kibuye dans une région où les Tutsis étaient très nombreux (20 % de la population) et où les massacres durèrent jusqu'en juillet, témoigne dans un document qu'à partir du 16 mai 1994 les autorités locales ont normalisé la situation en ouvrant les services publics, les banques, les transports, etc. L'essentiel des massacres était alors accompli.
Cette observation du Docteur Blam se retrouve à l'échelon national. Il raconte d'ailleurs que des membres du gouvernement intérimaire se sont déplacés le 8 et le 16 mai à Kibuye pour lancer cette normalisation. À la mi-mai Alison Des Forges signale qu'il y eut débat sur la nécessité de massacrer les femmes et les enfants épargnés jusque-là dans certaines régions et que le débat fut tranché par leur extermination effective.
Mais la guerre civile évoluait en faveur du FPR et c'est à ce moment que la France utilisa le terme de génocide sur le plan diplomatique, dans la perspective d'une intervention.
La plupart des rescapés trouveront refuge dans les régions du Nord-Est du Rwanda, là où le FPR avance rapidement au début du génocide. Quelques rescapés réussiront à se cacher dans des marais ou des zones forestières. Les autres rescapés seront sauvés par des Hutus qui prendront le risque de les cacher, jusqu'à ce que le FPR arrive. La zone protégée par l'opération Turquoise, à l'ouest du Rwanda sera la dernière zone occupée par le FPR et celle où les massacres continueront le plus longtemps[réf. nécessaire], les Français ayant comme la MINUAR l'ordre de « rester neutre entre les factions rwandaises ». Les Français sauvèrent toutefois 8 000 rescapés du stade de Nyarushishi au sud-ouest du Rwanda et 800 autres à Bisesero, ainsi que des groupes isolés au gré des circonstances.
La capitale, Kigali, est prise le 4 juillet 1994 par le FPR. Les miliciens hutu et les FAR battent en retraite au Zaïre (actuelle République démocratique du Congo). Deux millions de réfugiés hutus partent également, redoutant les représailles et exactions du FPR. Le 19 juillet 1994, un gouvernement fondé sur les derniers accords d'Arusha, mais dominé par le FPR, prend les rênes du Rwanda. Le président de la République et le Premier ministre sont des Hutus dits modérés. Celui qui a conduit le FPR à la victoire, le général-major Paul Kagame, vice-président et ministre de la Défense, devient l'homme fort du Rwanda.
Au fur et à mesure de son entrée au Rwanda, le FPR, tout en protégeant les Tutsis rescapés, s'est également livré à des exactions, des exécutions sommaires sans jugement et des massacres de représailles. En avril, à Kigali, plusieurs dizaines de responsables politiques ou militaires sont tuées par le FPR, parfois avec les membres de leur famille. Plusieurs centaines de personnes furent également tuées dans le stade de Byumba. Les crimes commis par les soldats du FPR furent trop répétés pour que les responsables de ce mouvement puissent l'ignorer. D'une manière générale, ils ne firent rien pour les empêcher. Après la mise en place du nouveau gouvernement, 32 militaires du FPR ont été jugés par des tribunaux militaires rwandais, dont 14 ont été condamnés pour meurtre à des peines de deux à six ans de prison. Selon un rapport de Robert Gersony, consultant pour le HCR, entre 25 000  et   45 000 personnes ont été massacrées par le FPR entre avril et août 1994,,,,[source insuffisante].
Le génocide coûtera la vie de 800 000 à 1 000 000 de personnes tutsi et, en moindre mesure, de Hutus modérés (à peu près 10% des victimes) ainsi que 500 000 femmes tutsi victimes de violences sexuelles. Le génocide constitue en outre un désastre économique avec les destructions de biens (notamment les troupeaux) et les pillages. Dans la volonté d'anéantir jusqu'au souvenir des Tutsis, on détruisit aussi très souvent leurs maisons et leurs jardins, sans chercher à les utiliser autrement qu'en récupérant leurs matériaux. À l'inverse, des Tutsis eurent la vie sauve du fait que des Hutus avaient pris le risque de les cacher ou de leur donner de la nourriture.

### Démission de la communauté internationale
Cette démission a été stigmatisée par le Général canadien Roméo Dallaire qui commandait la Mission des Nations unies pour l'assistance au Rwanda (MINUAR), force de l'ONU destinée à soutenir les accords d'Arusha.
Il apparaît que plusieurs États, en général à travers l'ONU, dont la France, particulièrement impliquée au Rwanda, ne semblent pas avoir su ou voulu adapter leurs actions en distinguant bien les massacres génocidaires de la guerre civile. Israël est même accusée d'avoir continué de vendre des armes (fusils, balles et grenades) au gouvernement hutu durant le génocide. En 2016, la Cour suprême israélienne décide que les archives des ventes d’armes d’Israël au Rwanda pendant le génocide de 1994 resteraient scellées et dissimulées au public, afin de ne pas nuire à la sécurité d'Israël et à ses relations internationales. Les États-Unis, marqués par le fiasco somalien récent, et l'ensemble du Conseil de sécurité des Nations unies, auquel participait en 1994 le Rwanda, refusèrent de qualifier à temps les massacres de génocide, ce qui empêcha de faire jouer la Convention pour la prévention et la répression du crime de génocide qui obligeait les États signataires à intervenir. On emploie des périphrases comme « actes de génocide ». Toutes les pressions exercées sur les belligérants mirent sur le même plan l'arrêt des massacres et l'arrêt des combats entre le FPR et les FAR (Forces armées rwandaises). L'objectif était d'obtenir un cessez-le-feu et d'arrêter les massacres.
Le professeur François Graner obtient en 2020 l'accès aux archives verrouillées du conseiller de Mitterrand de l'époque, Bruno Delaye, et montre que la France était alertée dès février 1993 par les actes d'épuration ethnique, et les rapports de la DGSE et de l'agence de renseignement se sont multipliés sans réaction de l'État français, alors soutien du président Habyarimana. Ce sont les observateurs français qui auraient insisté pour inclure dans le gouvernement de transition le CDR impliqué au premier plan dans le génocide. Le cabinet du ministre des Affaires étrangères de l'époque, Alain Juppé, a également émis un télégramme le 15 juillet 1994 à l'ambassadeur Yannick Gérard pour lui signifier sa volonté de voir les membres du gouvernement génocidaire exfiltrés au Zaïre, en accord avec le vœu du président François Mitterrand pour qui il n'était pas question de "châtier les auteurs hutus du génocide". L'exfiltration est réalisée par le lieutenant-colonel Jacques Hogard, commandant du groupement Sud-Turquoise composé de membres de la Légion étrangère.
Pendant toute la durée du génocide, le général Roméo Dallaire est tenu par le Département des opérations de maintien de la paix (DOMP), service du maintien de la Paix de l'ONU, de ne pas laisser la Mission des Nations unies pour l'assistance au Rwanda (MINUAR) intervenir par les armes pour empêcher les massacres et de tenter d'obtenir un cessez-le-feu entre le FPR et les FAR et un arrêt des massacres. Il avait déjà tenté, sans succès, d'obtenir des Nations unies l'autorisation de procéder à la saisie des caches d'armes en janvier 1994, mais le DOMP, traumatisé par le fait qu'une démarche analogue en Somalie s'était traduite par la mort de plusieurs dizaines de Casques bleus, avait refusé catégoriquement. Devant cette inaction de l'ONU, le général Dallaire n'avait aucune marge de manœuvre pour tenter de protéger le peuple rwandais. Après l'assassinat de dix Casques bleus belges et devant le refus du Conseil de sécurité des Nations unies de renforcer immédiatement la MINUAR, la Belgique décida de retirer ses soldats, qui constituaient la colonne vertébrale et la moitié des effectifs de la mission. Le 21 avril 1994, le Conseil de sécurité entérine la décision belge et réduit les effectifs de la MINUAR à 270 observateurs, soit 10 % de ce qu'elle était sur le terrain et 5 % de ce qui avait été prévu initialement.
Mais à partir de la deuxième quinzaine de mai 1994, devant la gravité de la situation, elle met sur pied la MINUAR 2 qui se révèle dans l'impossibilité d'intervenir immédiatement. Devant ce retard, la France obtient des Nations unies l'organisation de l’opération Turquoise du 22 juin au 22 août 1994, date prévue de déploiement de la MINUAR 2. Elle obtient ensuite la création, dans le Sud-Ouest du Rwanda, d'une « zone humanitaire sûre » (ZHS), le 4 juillet 1994, après quelques accrochages avec le FPR. Cette opération française donna lieu à de vives controverses à travers le monde, en raison du soutien passé de la France au gouvernement rwandais.

## Rôle des médias dans le génocide
Pendant le génocide du Rwanda, les dirigeants n’avaient ni le temps, ni les moyens d'utiliser des outils de propagande complexes. Dans le contexte africain, plus que dans tout autre cas, il est important de s'intéresser aux instruments de propagande utilisés lors des conflits, car dans les pays en développement comme le Rwanda les moyens de communication n'étaient pas nombreux. Plusieurs écrits de littérature suggèrent d’ailleurs que la radio a joué un rôle primordial dans la propagation du message de révolte menant à la violence sur les populations Tutsis. Il est difficile d’évaluer avec certitude l'impact qu’a eu la radio sur la population lors du conflit rwandais, car en 1994 seulement environ 10 % de la population rwandaise était propriétaire d'une radio. Sans oublier qu'à ce moment-là, il n'y avait que peu de journaux en circulation et que la télévision n'était accessible que par l'élite. Cependant, cela ne signifie pas que seule 10 % de la population avait accès aux informations et aux messages de propagande émis. En effet, au moment où le génocide prit place, plusieurs personnes écoutaient fréquemment la radio ensemble. Par ce fait on retrouve un élargissement de l'impact que ce média a pu avoir sur la population mais il est alors presque impossible de connaître le nombre exact de personnes ayant agi sous l'influence de la radio durant ce conflit. La radio a été choisie de manière stratégique, elle a un effet mobilisateur sur la population ce qui permet d’atteindre une audience plus grande, et ce, le plus rapidement possible. Un grand nombre d’auteurs ont abordé le rôle de la radio dans le conflit, chacun d'entre eux fournissant ainsi des théories et des liens de causalité entre ce média et les agissements de la population.
Parmi ces auteurs, on retrouve David Yanagizaw (professeur de développement des marchés émergents au département d'économie à l'université de Zurich), qui s’est penché sur l'impact qu’a eu l'une de ces stations de radio sur la population. Il s'agit de la radio télévision libre des Mille Collines, dirigée par des membres influents de la communauté hutu (l'Akazu). Pour cet auteur, deux hypothèses pourraient expliquer comment ce média a pu avoir un tel impact sur la population. La première hypothèse suggère que la radio a eu un effet persuasif sur les auditeurs. Ceux-ci suivaient les ordres transmis par la radio par crainte de représailles de la part des adhérents au mouvement. En effet, pour les membres de l’Akazu, chaque individu qui n’était pas avec eux était contre eux. Dans son livre (Rwanda : les médias du génocide, 1995), Jean-Pierre Chrétien met en avant l’importance de la radio lors du génocide de 1994. En effet celle-ci avait pour rôle de donner les ordres et les machettes les exécutaient par la suite.
La deuxième hypothèse suggérée par David Yanagizaw se concentre sur l’impact de la radio dans les populations n'ayant pas accès à ce média. On retrouve alors un effet de contamination des messages délivrés par la radio au-delà des récepteurs immédiats de cette dernière. La radio télévision libre des Mille Collines utilisait un langage simple et clair afin que toute la population puisse comprendre de façon à en parler autour d’elle.
Dans le cas du Rwanda, les membres de l'Akazu, qui étaient responsables de la création du message, optèrent pour un message du type haineux pour mener le soulèvement et la colère du peuple Hutu. En effet, sur des stations de radio comme la radio télévision libre des Mille Collines on pouvait entendre des discours décrivant la population Tutsi comme étant une race à part ou encore une catégorie d’êtres humains inférieurs méritant ainsi d'être traités violemment. Le type de message choisi dans ce cas-ci était très important, car pour avoir l’effet désiré sur la population, il était important de créer une image presque « animale » des Tutsis permettant ainsi aux Hutus de légitimer leurs actes. De plus, durant le génocide, la population était encouragée à se soulever sous prétexte que cela était pour le bien de la population Hutu. Par exemple après le meurtre du président Habyarimana, la radio gratuite Mille Collines transmit un message codé que seuls les Hutus radicaux pouvaient comprendre : « Abattez les grands arbres ».
L’Akazu utilisait également un autre type de communication durant le génocide rwandais, il s’agissait d'un journal à propos racistes envers les Tutsis (le Kangura). Ces médias ont été des outils déterminants dans la « réussite » du génocide. Les médias rwandais n'ont pas été les seuls à avoir contribué à l’aboutissement du génocide, les médias étrangers ont eu aussi leur impact. Selon le journaliste Allan Thompson, en faisant peu, voire pas du tout, référence au génocide des Tutsis, les médias étrangers ont pu inconsciemment faciliter et prolonger celui-ci.

## Conséquences

### Tragédie des camps de réfugiés au Zaïre

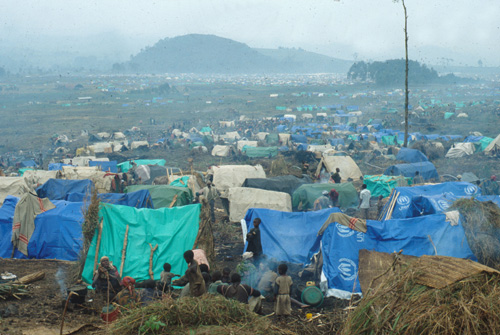
Camp de réfugiés dans l'est du Zaïre (aujourd'hui RD Congo).

À la fin du génocide, à partir de la deuxième quinzaine de juillet 1994, une épidémie de choléra éclate dans les camps de réfugiés hutus au Zaïre. Sur le million de réfugiés, 48 000 cas de choléra se déclarent et la moitié des malades en meurent. Cet épisode, qui a été fortement médiatisé, a souvent été confondu avec le génocide et l'a même en grande partie occulté[réf. nécessaire]. Il a occupé une grande part de l'énergie des soldats de l'opération Turquoise, qui durent creuser des fosses communes pour enterrer les corps.
Parmi ces réfugiés figurait un nombre important de responsables du génocide. Ceux-ci ont exercé une emprise brutale sur la population des camps, dont certains sont transformés en base arrière pour la reconquête du Rwanda via les détournements massifs de l'aide, la violence, les recrutements forcés, la propagande et les menaces contre les candidats au rapatriement. Cette emprise a conduit l'association Médecins sans frontières, consciente que l'aide humanitaire est détournée et contribue à renforcer le pouvoir des responsables du génocide et leur contrôle sur la population des réfugiés, à se retirer des camps en novembre 1994.
Les éléments des forces génocidaires ont ensuite mené au Rwanda des incursions sanguinaires, de 1994 à 1996. Ces incursions ont conduit à des interventions du Rwanda au Zaïre, qui s'inscrivent dans la première guerre du Congo et la deuxième guerre du Congo dans laquelle une dizaine de pays africains se sont impliqués et qui ont coûté depuis cette date la vie d'au moins 3 à 4 millions de Congolais. Cette coalition a renversé le président zaïrois, Mobutu Sese Seko, et porté Laurent-Désiré Kabila à la tête de la nouvelle République démocratique du Congo en 1997. En 1996-1997 de nombreux réfugiés civils hutus, poursuivis dans les forêts du Congo, ont trouvé la mort, soit d'épuisement, de famine ou d'absence de soins et d'isolement dans la forêt zaïroise, soit massacrés par les forces alliées (armées du Rwanda, l'APR, et de l'Ouganda, et rebelles zaïrois).
Cependant, la majorité des réfugiés hutus ont pu rentrer par vagues successives au Rwanda à partir de 1996. Une partie des FAR rentrée au Rwanda a été réintégrée dans l'APR (Armée patriotique rwandaise), les nouvelles forces gouvernementales rwandaises.
Depuis le génocide, les affrontements entre les forces génocidaires et le FPR en République démocratique du Congo (ex-Zaïre) constituent encore un des facteurs de l'instabilité de ce pays. Selon les gouvernements du Rwanda et du Burundi, les extrémistes hutus restent une menace permanente et justifient des interventions déstabilisatrices et souvent meurtrières vivement dénoncées par la RDC. Les Forces démocratiques de libération du Rwanda (FDLR), qui regroupent une partie des anciennes forces génocidaires, ont accepté d'être désarmées début avril 2005 et de rentrer au Rwanda. Ce problème reste encore l'objet de nombreuses opérations militaires en 2007 sous l'égide de la Mission de l'Organisation des Nations unies en République démocratique du Congo (MONUC).
Le FPR est accusé par les opposants et dissidents rwandais, par le groupe d'experts de l'ONU chargé d'étudier cette question, l'ancien ministre congolais Honoré Ngbanda Nzambo d'utiliser la présence d'anciens génocidaires en RDC comme prétexte au pillage de cette région, se mêlant ainsi aux nombreux autres pays limitrophes et entreprises multinationales qui pillent la République démocratique du Congo.

### Responsabilité de la France
La responsabilité politique dans le génocide au Rwanda est l'un des points controversés de l'action française au Rwanda.
Le rôle de François Mitterrand, président de la République durant la période clé de 1990 à 1994, est particulièrement souligné lié à l'opacité des prises de décision de politique étrangère, sans contrôle parlementaire et citoyen, autour d'un cercle restreint de conseillers.
Les relations entre le Rwanda et la France s’apaisent sous le mandat d'Emmanuel Macron, après les conclusions rendues par la commission française d’historiens sur le rôle de la France au Rwanda (Commission Duclert) et le discours de Kigali du président le 27 mai 2021,. Préalablement, le ministre rwandais des Affaires étrangères, Vincent Biruta, avait déclaré le 19 avril 2021 « Je pense que la France n'a pas participé à la planification du génocide et que les Français n'ont pas participé aux tueries et aux exactions. La France, en tant qu'État, n'a pas fait cela ».
Le 14 novembre 2024, le tribunal administratif de Paris se déclare incompétent pour juger de la responsabilité de l'État français dans le génocide.

### Récits des rescapés
Plusieurs rescapés de la diaspora rwandaise ont exprimé dans leurs livres leur douleur et leur traumatisme. Leurs témoignages rappellent ceux de la Shoah au niveau psychologique[pas clair]. Jean Hatzfeld a décrit dans une série de livres les conséquences vécues par la population rwandaise. Il décrit la vie des rescapés, puis celle des tueurs et montre à quel point le travail génocidaire était vécu et organisé comme une sorte de service public, doublé de pillages et de répartition des butins. Enfin, il a montré la difficulté de cohabiter à nouveau après le génocide entre tueurs et rescapés, la façon dont la volonté politique de réconciliation est ressentie par les uns et les autres.

## Juridictions internationales et nationales face au génocide
Le Rwanda a toujours exprimé le souhait de juger tous les auteurs du génocide. La justice rwandaise étant complètement détruite en juillet 1994, le Rwanda a demandé aussitôt de l'aide à la communauté internationale pour reconstruire l'appareil judiciaire. En réponse l'ONU a créé le Tribunal pénal international pour le Rwanda. Seul le Rwanda a voté contre cette création qui ne correspondait pas à sa demande.

### Tribunal pénal international pour le Rwanda
Le 8 novembre 1994, la Résolution 955 du Conseil de sécurité des Nations unies crée le Tribunal pénal international pour le Rwanda (TPIR) pour juger les principaux responsables du génocide.
La Cour pénale internationale est compétente pour tous les crimes commis après sa création le 1er juillet 2002. Elle n'est donc pas compétente pour juger des crimes commis au Rwanda pendant le génocide.
Le Premier ministre du gouvernement intérimaire, Jean Kambanda, a plaidé coupable et a été condamné pour génocide par le TPIR. Les trois quarts du gouvernement intérimaire ont été arrêtés. Plusieurs ministres de ce gouvernement ont été reconnus coupables de participation au génocide ou sont en cours de jugement, deux autres ont été relaxés[source insuffisante]. En 2011, certains ex-responsables militaires sont reconnus coupables de génocide.
Le 5 septembre 2024, la chambre spéciale de la Haute Cour pour les crimes internationaux, installée dans le district de Nyanza, a jugé coupable Venant Rutunga, ancien directeur d’un institut de recherche, de complicité de génocide, et l'a condamné à vingt ans de prison.

### Juridictions rwandaises

#### Justice nationale
Le Rwanda a dû faire un effort politique considérable pour reconstruire son appareil judiciaire. Des ONG comme RCN Justice & Démocratie et Avocats sans frontières ont participé à cette reconstruction. Il a fallu former des juristes, faire revenir des juristes installés dans la diaspora, défendre les accusés et les parties civiles, trouver des moyens matériels. Les femmes se sont investies au sein du milieu judiciaire, notamment en tant qu'avocates. Également, la fonction de juge était occupée majoritairement par des femmes.
Le très grand nombre des auteurs du génocide, qui étaient loin d'être tous en prison, a posé au Rwanda un problème difficilement surmontable. En 1998, au rythme des procès, il aurait fallu deux cents ans pour juger seulement ceux qui étaient en prison. Une solution a été trouvée en s'appuyant sur les Gacaca, justice villageoise traditionnelle, pour les auteurs secondaires, les principaux auteurs étant jugés par la justice nationale rwandaise.

#### Gacaca
Le 15 janvier 2005, huit mille nouvelles juridictions gacaca (tribunaux populaires chargés de juger les auteurs présumés du génocide rwandais de 1994 — prononcer « gatchatcha ») ont entamé la phase administrative de leur travail. Elles s'ajoutent aux sept cent cinquante gacaca pilotes mises en place depuis 2001 dans certaines régions du pays. Les gacaca sont inspirées des anciennes assemblées villageoises. Elles ont été créées pour juger tous les présumés auteurs du génocide à l’exception des planificateurs et des personnes accusées de viols qui sont jugés par les tribunaux conventionnels ou par une juridiction de l'ONU. Plusieurs millions de personnes, les simples exécutants, sont donc concernés par cette juridiction. Le jeudi 10 mars, les premiers procès ont eu lieu à travers tout le pays. Malgré l'environnement social défavorable aux rescapés du génocide, qui demeurent très minoritaires au sein de la population, les gacaca sont craints par les anciens Interahamwe. Environ 6 000 personnes ont tenté d'échapper à la justice en fuyant vers le Burundi et ont été rapatriées de force en juin 2005 par les autorités rwandaises et burundaises[réf. nécessaire].
Les gacaca ont été critiquées par Amnesty International[source insuffisante] et Reporters sans frontières. AI et RSF accusent ces tribunaux de ne pas respecter « les critères internationaux définissant un procès équitable, ni les principes de la non-discrimination », de procéder à des arrestations arbitraires, et de condamner parmi les génocidaires des personnes coupables d'opposition au gouvernement FPR, plutôt que de génocide.

### Tribunaux nationaux
Les tribunaux nationaux, autres que ceux du Rwanda, interviennent dans deux types de situations :
- des plaintes contre des Rwandais dans d'autres pays que le Rwanda, accusés de crimes liés au génocide, au titre du principe de la compétence universelle ;
- des plaintes contre des citoyens non-rwandais, dans leur propre pays, pour des actes liés au génocide des Tutsis au Rwanda.

#### Procès de Rwandais dans d'autres pays au titre de la compétence universelle
La « compétence universelle » de certains tribunaux nationaux leur permet d'accepter les poursuites contre certains responsables du génocide.
Un jugement a eu lieu en Suisse, deux autres en Belgique, plusieurs procès ont eu lieu, ou sont en cours, au Canada. Plusieurs jugements sont en cours en France contre un prêtre rwandais, un ancien préfet et un colonel des FAR selon les lois françaises qui adaptent l'application des prérogatives du TPIR dans ce pays. La France a été condamnée, à la demande des parties civiles, par la Cour européenne des droits de l'Homme pour la lenteur de sa procédure concernant la plainte déposée contre le prêtre rwandais.
La justice belge a prononcé quatre condamnations[source insuffisante].

#### Plaintes en France contre des militaires français
Des Rwandais ont déposé plainte en France contre des militaires français de l'opération Turquoise. Trois plaintes ont été déposées pour viol en juin 2004. Six autres plaintes ont été déposées en février 2005 pour « complicité de génocide ou crime contre l'humanité » devant le tribunal aux armées de Paris. Ces plaintes visent éventuellement les responsables militaires et civils des soldats directement impliqués.
Le procureur de la République a, tour à tour, refusé d'ouvrir une instruction, puis rejeté quatre plaintes, jugeant celles-ci infondées (décembre 2005). Le juge d'instruction aux armées, s'opposant à cette décision, a déclaré recevables ces quatre plaintes (ordonnance du 16 février 2006). Le parquet a fait alors appel de cette décision. Le 29 mai 2006, la cour d'appel de Paris confirmait la recevabilité des quatre plaintes litigieuses et le 3 juillet rejetait un nouveau recours du parquet en nullité qui concernait les auditions menées par le juge d'instruction en novembre 2005 au Rwanda pour entendre les plaignants[réf. nécessaire].
En mai 2021, le parquet de Paris requiert un non-lieu dans l’enquête relative aux massacres de Bisesero : si l'abstention des militaires français pourrait être constitutive de non-assistance à personne en péril, ce délit est, en toute hypothèse, prescrit. A contrario, « aucune aide ou assistance des forces militaires françaises lors de la commission d’exactions, aucune adhésion de ces dernières au projet criminel poursuivi par les forces génocidaires ni aucune abstention d’intervenir face à des crimes constitutifs d’un génocide ou de crimes contre l’humanité en vertu d’un accord antérieur » n'a été établie.
En décembre 2024, la cour d'appel de Paris confirme le non-lieu général rendu en octobre 2023 dans l'enquête sur l'inaction reprochée à l'armée française lors des massacres de Bisesero en 1994. Les parties civiles déposent un recours en cour de cassation contre le non-lieu en appel.

#### Poursuites judiciaires contre des Rwandais en France
En 2001, est créé le Collectif des parties civiles pour le Rwanda qui collecte des témoignages et se constitue partie civile contre des suspects réfugiés en France.
En 2007, plusieurs Rwandais recherchés par le Tribunal pénal international pour le Rwanda (TPIR) sont arrêtés en France.
Le 18 octobre 2007, Dominique Ntawukuriryayo est arrêté à Carcassonne, dans l'Aude. Il est condamné en 2010 à 25 ans de prison par le TPIR.
Le premier procès en France portant sur le génocide des Tutsis au Rwanda concernait Pascal Simbikangwa, ancien capitaine rwandais considéré comme l'un des instigateurs du génocide. À l'issue du procès devant la cour d'assises de Paris, Pascal Simbikangwa est condamné le 14 mars 2014, à une peine de 25 ans de réclusion pour son rôle dans le génocide, peine confirmée en appel deux ans plus tard.
Le 20 janvier 2009, Sosthène Munyemana, médecin exerçant en Lot-et-Garonne est arrêté et déféré devant le parquet de Bordeaux, en vue d'une extradition. Il est recherché par la justice rwandaise (et non par le TPIR) pour sa participation au génocide en 1994. Il est libéré et mis sous contrôle judiciaire, le 20 décembre 2023, Sosthène Munyemana est condamné par la cour d'assises de Paris à 24 ans de réclusion criminelle, avec une période de sûreté de 8 ans, pour son implication dans le génocide des Tutsis en 1994. Sosthène Munyemana est reconnu coupable de génocide, crimes contre l'humanité, participation à une entente en vue de la préparation de ces crimes.
En mars 2014, Charles Twagira, condamné par contumace au Rwanda en 2009, est arrêté dans le Calvados. Il est remis en liberté sous contrôle judiciaire en mai 2015,.
Le 9 avril 2014, Claude Muhayimana est arrêté à Rouen. Il est remis en liberté sous contrôle judiciaire en avril 2015. Son procès, initialement prévu en septembre 2020,,, est reporté en raison de la pandémie de Covid-19,.
En juillet 2016, à l'issue de deux mois de procès, Octavien Ngenzi et Tito Barahira, deux bourgmestres du village de Kabarondo, sont condamnés par la cour d'assises de Paris à la réclusion criminelle à perpétuité pour « crimes contre l’humanité » et « génocide », et pour « une pratique massive et systématique d’exécutions sommaires » en application d’un « plan concerté tendant à la destruction » du groupe ethnique tutsi, peines confirmées en appel en juillet 2018.
Le 16 mai 2020, Félicien Kabuga, un homme d'affaires rwandais né en 1935 à Muniga, dans la préfecture de Byumba, accusé de participation au génocide des Tutsis au Rwanda, et surnommé « le financier du génocide » recherché par le Tribunal pénal international pour le Rwanda, est arrêté à Asnières-sur-Seine (Hauts-de-Seine) sous une fausse identité et mis à la disposition de la justice,. Il est ensuite transféré aux tribunaux internationaux compétents à la Haye.
En avril 2021, Marcel Hitayezu, un prêtre rwandais installé en Charente-Maritime et naturalisé français, est arrêté, mis en examen et placé en détention provisoire pour génocide et complicité de crimes contre l’humanité dans le cadre d'une information judiciaire menée par le Pôle crimes contre l'humanité (TJ de Paris) le visant depuis l'été 2019. Il est notamment accusé « d’avoir « privé de vivres et d’eau des Tutsi s’étant réfugiés dans son église » et d’avoir « fourni des vivres aux miliciens ayant attaqué les Tutsi réfugiés » dans sa paroisse de Mubuga », éléments qu'il conteste.
En octobre 2018, Laurent Bucyibaruta, préfet lors du génocide et installé en France depuis 1997, est mis en examen pour génocide et crimes contre l'humanité. Son procès devant la cour d'assises à Paris s'ouvre en mai 2022,. Le 12 juillet 2022, la cour d'assises de Paris condamne Bucyibaruta à 20 ans de réclusion criminelle pour complicité de génocide et crimes contre l'humanité pour plusieurs massacres de Tutsis.
Le 30 octobre 2023, Eugene Rwamucyo, médecin, est condamné à vingt-sept ans de prison par la cour d'assises de Paris, pour complicité de génocide et complicité de crimes contre l’humanité.
Le 12 septembre 2024, le Parquet national antiterroriste français dépose un recours pour obtenir l'inculpation d'Agathe Habyarimana pour son rôle dans le génocide. Le 16 mai 2025, le tribunal judiciaire de Paris annonce sa décision, Les investigations contre Agathe Habyarimana pour son rôle éventuel lors du génocide des Tutsi au Rwanda en 1994 sont terminés. Les juges ont conclu que les témoignages à charge étaient « contradictoires, incohérents, voire mensongers ».
Le 17 décembre 2024, la cour d'assises de Paris confirme la peine de réclusion criminelle à perpétuité, prononcée en première instance contre Philippe Hategekimana, ancien gendarme rwandais, pour génocide et crime contre l'humanité.
Le 28 février 2025, Alphonse K., ancien doyen de la faculté de médecine de Butare au Rwanda, est inculpé à Paris pour génocide, crimes contre l’humanité et entente en vue de la commission de ces crimes, Alphonse K est soupçonné d’avoir participé au génocide des Tutsis en 1994 dans la préfecture de Butare.

#### Arrestations de Rwandais en Belgique
Le 3 octobre 2020, le parquet fédéral belge et le parquet rwandais ont déclaré que trois personnes étaient soupçonnées d'avoir participé au génocide rwandais en 1994. Deux ont été arrêtées le 29 septembre 2020 à Bruxelles et une le 30 septembre 2020 dans la province du Hainaut, dans deux affaires différentes, et tous les trois accusées de « violations graves du droit humanitaire ». Le 19 décembre 2023, Séraphin Twahirwa et Pierre Basabose, ont été déclarés coupables, par la cour d’assises de Bruxelles, de crimes de génocide et de crimes de guerre, au terme de plus deux mois de délibéré.
En avril 2024, Emmanuel Nkunduwimye, est poursuivi pour crime de génocide, pour les meurtres d’un nombre non identifié de personnes et pour un viol. Son procès dure jusqu'à juin 2024.

## Négation du génocide des Tutsis au Rwanda
Le négationnisme du génocide a trois expressions différentes : la négation pure et simple, la théorie du double génocide et la négation de diverses complicités.
La négation pure et simple considère qu'il n'y a eu au Rwanda que de simples massacres de masse, dont la quantité aurait été délibérément grossie par la propagande pro-FPR. Au cours des procès devant le Tribunal pénal international pour le Rwanda (TPIR), plusieurs accusés ont tenté de contester l'existence du génocide des Tutsis dans leur procédure. Le 16 juin 2006, la chambre d'appel du TPIR rend une décision à la suite de laquelle le génocide est incontestable.
La « théorie du double génocide » affirme l'existence d'un contre-génocide des Hutus, qui n'a pas été constaté par les instances internationales. Elle permettrait de parler de « combats interethniques » afin de renvoyer dos à dos les victimes et les bourreaux. Le terme de génocides (au pluriel) a été utilisé par plusieurs responsables politiques français. Aucun des quatre grands rapports internationaux (ONU, OUA, Sénat belge et Assemblée nationale française) n'a parlé de génocide des Hutus. Les ONG qui ont fait également de volumineuses enquêtes, telles que Human Rights Watch, la Fédération internationale des ligues des droits de l'Homme, Amnesty International, African Right, Survie et la commission d'enquête citoyenne française, combattent l'idée révisionniste d'un double génocide. Bernard Kouchner, ministre des Affaires étrangères, déclarait en mars 2008, dans la revue Défense nationale et sécurité collective, dont le comité d'études est présidé par le général Christian Quesnot, ancien chef d'État-major particulier de François Mitterrand : « Je ne peux pas cautionner cette vision simpliste et infamante qui fait des Tutsis les responsables de leur propre malheur, pas plus que je ne peux supporter d'entendre certains défendre la thèse d'un double génocide Tutsi et Hutu. ». Initiée en 2014 par François Hollande mais interrompue peu après, l'ouverture totale des archives sur la période 1990-1994 au Rwanda est réclamée par les historiens et associations pour faire la lumière sur le génocide des Tutsis. La remise du rapport sur le Rwanda en mars 2021 par la commission présidée par Vincent Duclert représente une étape importante. Les membres de la commission ont eu accès à des archives déclassifiées.
La négation des complicités concerne les facilités politiques, diplomatiques, médiatiques et militaires, internationales et intérieures, qui ont pu être octroyées au régime qui a conduit le génocide. La négation des complicités est l'objet de vives controverses en France. Ainsi, Bernard Maingain, avocat belge des officiels rwandais accusés en 2006 par le juge Bruguière avance en janvier 2012 que durant 16 ans celui-ci aurait instruit uniquement à charge du FPR pour établir les responsabilités dans l'attentat contre l'avion présidentiel.

### Liste de personnalités condamnées
- Victoire Ingabire Umuhoza, figure de l'opposition rwandaise (présidente des Forces démocratiques unifiées, parti politique non reconnu par les autorités rwandaises), est condamnée au Rwanda en 2010 à 15 années de prison pour « minimisation du génocide de 1994 », après avoir demandé que les crimes commis par les Tutsis soient assimilés à ceux commis envers eux[168],[169]. Sa peine est commuée en septembre 2018[170].
- Yvonne Ntacyobatabara Basebya née le 8 février 1947 à Kinoni, dans la préfecture Ruhengeri, Rwanda, et morte le 24 février 2016 à Reuver, Pays-Bas, condamnée à 6 ans et 8 mois de prison par un tribunal de district de La Haye le 1er mars 2013 pour incitation au génocide[171],[172].

#### Études
- Jean-François Boudet, Justice française et génocide des Tutsis au Rwanda (avec le soutien de Paul Lens et la préface d’Aimé Muyoboke Karimunda), Paris, L’Harmattan, coll. Droits, Sociétés, Politiques : Afrique des Grands Lacs, 2021, 401 p.
- Jean-Pierre Chrétien, L'Afrique des Grands Lacs, Paris, Aubier, 2000,  (ISBN 2-7007-2294-9).
- Hélène Dumas, Le génocide au village. Le massacre des Tutsis au Rwanda, Paris, Éd. du Seuil, 2014.
- Hélène Dumas, Sans ciel ni terre. Paroles orphelines du génocide des Tutsis, 1994-2006, La Découverte, 2020.
- Florent Piton, Le génocide des Tutsis du Rwanda, La Découverte, 2018, 248 p.[173]
- Gérard Prunier, Rwanda : le génocide, Paris, Dagorno, 1999,  (ISBN 2-910019-50-0).
- François Graner, Guillaume Desgranges et Fabrice Tarrit, L'État français et le génocide des Tutsis au Rwanda, Agone, 2020 (ISBN 978-2-7489-0393-5 et 2-7489-0393-5, OCLC 1147365462)
- Commission de recherche sur les archives françaises relatives au Rwanda et au génocide des Tutsi, La France, le Rwanda et le génocide des Tutsi (1990-1994) : rapport remis au président de la République le 26 mars 2021, Armand Colin, 26 mars 2021 (lire en ligne) (dit « rapport Duclert »).

#### Témoignages et essais
- Stéphane Audoin-Rouzeau, Une initiation, Rwanda (1994-2016), Seuil (2017),  (ISBN 978-2-02-130851-8).
- Roméo Dallaire, J'ai serré la main du diable, la faillite de l'humanité au Rwanda, Libre Expression (2003)  (ISBN 2-7648-0072-X).
- Esther Mujawayo, Souâd Belhaddad, Survivantes Rwanda - Histoire d'un génocide, Éditions de l'Aube poche essai, 2005.
- Patrick de Saint-Exupéry, L'inavouable, la France au Rwanda, Les Arènes (2004),  (ISBN 2-912485-70-3).

#### Récits
- Jean Hatzfeld, récits des marais rwandais, cycle de cinq livres : Dans le nu de la vie, Le Seuil, 2000, Une saison de machettes, Le Seuil, 2003, La Stratégie des antilopes, Le Seuil, 2007 ; Englebert des collines, Gallimard, 2014 ; Un Papa de sang, Gallimard, 2015.
- Clemantine Wamariya et Elizabeth Weil (trad. Julie Groleau), La Fille au sourire de perles, Les Escales, 2019.

#### Romans et pièces de théâtre sur le génocide
Par ordre chronologique
- Boubacar Boris Diop, Murambi, le livre des ossements, Éditions Stock, 1999
- Jacques Delcuvellerie et le Groupov, Rwanda 94 (création Avignon 1999), Groupov (Bruxelles), Ed. Théâtrales, 2002  (ISBN 2-84260-102-5)
- Gérard de Villiers, Enquête sur un génocide (2000), 140e roman de la série SAS.
- Gil Courtemanche, Un dimanche à la piscine à Kigali, édition Boréal, Montréal, 2000.
- Benjamin Sehene, Le Feu sous la soutane. Un prêtre au Cœur du génocide rwandais, Paris, éditions L'Esprit frappeur, 2005,  (ISBN 2-84405-222-3).
- Pasal Tedes, Les hommes en moins, pièce de théâtre, création Guérigny (Nièvre 58), 2006.
- Scholastique Mukasonga, Notre-Dame du Nil, éditions Gallimard, 2012 – prix Renaudot.
- Marie-Fidèle Mukandekezi, Trois vies contre trois paquets de cigarettes : l'épreuve d'une femme rwandaise, 2013, éditions Le Dauphin Blanc.
- Dorothée Munyaneza, Samedi Détente, création théâtre de Nîmes, 2014.
- Gaël Faye, Petit Pays, éditions Grasset, 2016 – prix du roman Fnac-prix Goncourt des lycéens.
- Kurt Jais-Nielsen, Ils ont abattu les grands arbres, éditions Tensing, 2016,  (ISBN 978-2-919750-82-5).
- Yoan Smadja, J'ai cru qu'ils enlevaient toute trace de toi, éditions Belfond, 2019.
- Gaël Faye, Jacaranda, éditions Grasset, 2024 -  prix Renaudot.

#### Recueils de poèmes
- Matthieu Gosztola, Débris de tuer, Rwanda 1994, Atelier de l'agneau, 2010.
- Nicolas Grégoire, Face à / morts d'être, Éditions Centrifuges, 2014, – prix Robert Goffin.

### Filmographie
- 100 Days (1999) réalisé par Eric Kabera[réf. nécessaire]
- Hôtel Rwanda (2004) réalisé par Terry George
- Shooting Dogs (2005) réalisé par Michael Caton-Jones
- Quelques jours en avril (2005) réalisé par Raoul Peck
- Un dimanche à Kigali (2006) réalisé par Robert Favreau
- J'ai serré la main du diable (2007) réalisé par Roger Spottiswoode
- Opération Turquoise (2007) réalisé par Alain Tasma
- Behind This Convent (2008) réalisé par Gilbert Ndahayo
- Waramutsého! (2008) réalisé par Bernard Auguste Kouemo Yanghu
- Le Jour où Dieu est parti en voyage (2009) réalisé par Philippe Van Leeuw
- Lignes de front (2010) réalisé par Jean-Christophe Klotz
- Notre-Dame du Nil (2019) réalisé par Atiq Rahimi
- Petit Pays (2020) réalisé par Éric Barbier

#### Films documentaires
- Rwanda, une intoxication française, documentaire de Catherine Lorsignol réalisé en 2013 et diffusé dans l'émission Spécial Investigation sur Canal + : https://www.youtube.com/watch?v=GDhYwVWMJ1g
- Tuez-les tous ! (Rwanda : histoire d’un génocide « sans importance ») (2004), réalisé par Raphaël Glucksmann, David Hazan et Pierre Mezerette
- L'Afrique en morceaux (2000), réalisé par Jihan El-Tahri
- Umurage (2002), réalisé par Gorka Gamarra
- Radio Okapi, radio de la vie (2006)[174],[175], réalisé par Pierre Guyot (Prix Lorenzo-Natali pour le Journalisme 2008 - Silver Audience Award au Vancouver Amnesty International Film Festival - Sélections au Festival International du Grand Reportage d'Actualité, au Toronto Reel Awareness Film Festival, au Festival International du Film Francophone de Namur - Prix Spécial du Jury au Festival International du Film des Droits de l'Homme de Bangui - Grand Prix du Jury au Festival International du Film des Droits de l’Homme de Lomé)[176]
- Inkotanyi (2017), réalisé par Christophe Cotteret

### Entretien
- « Rwanda : la France et le génocide des Tutsi », entretien de Julien Théry avec les historiens Stéphane Audoin-Rouzeau et Hélène Dumas dans « La grande H. », l'émission d'histoire du Média, 9 juillet 2019.